# Misani
Das Misani, auch nur Misan, war eine Masseneinheit (Gewichtsmaß) in Bergkarabach auch für Seide, wenn diese an das Königshaus geliefert wurde. Flüssigkeiten wurden nach dem Gewicht verkauft. Das Maß galt nur im Kleinverkehr. Abweichende Werte gab es.
- 1 Misani-Stil = 55 Solotnik (russ.) = 235,357 Gramm
- 1 Misani-Batman = 50 Misani-Stil = 11,786 Kilogramm
- nur von Einwohnern genutzt: 1 Misani-Batman = 48 Misani-Stil = 11,297 Kilogramm